# Federschwanzbeutler

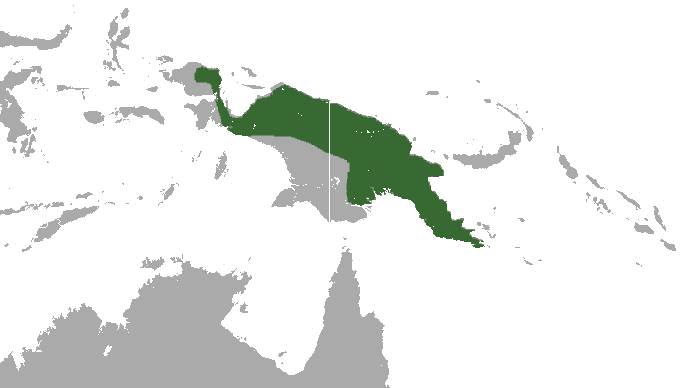
Verbreitungskarte des Federschwanzbeutlers

Der Federschwanzbeutler (Distoechurus pennatus) ist eine Beutelsäugerart aus der Familie der Zwerggleitbeutler (Acrobatidae). Trotz seiner Verwandtschaft mit gleitenden Beuteltieren besitzt er selbst keine Gleitmembranen.
Das weiche, wollige Fell des Federschwanzbeutlers ist grau gefärbt, auffällig ist das weiße Gesicht, das mit zwei schwarzen Augenstreifen versehen ist. Namensgebendes Merkmal ist der Schwanz, der an beiden Seiten mit borstenartigen Haaren besetzt ist. Die Augen sind groß, die Ohren klein und unbehaart. Diese Tiere erreichen eine Kopfrumpflänge von 10 bis 13 Zentimetern, eine Schwanzlänge von 13 bis 16 Zentimetern und ein Gewicht von 38 bis 62 Gramm.
Federschwanzbeutler sind in ganz Neuguinea verbreitet, ihr Lebensraum sind in erster Linie Regenwälder bis in 1900 Metern Seehöhe. Sie sind nachtaktive Baumbewohner, tagsüber schlafen sie in hohlen Bäumen oder im dichten Blätterwerk. Sie gelten als aktive Tiere und geschickte Kletterer, die meist ein einzelgängerisches Leben führen. Ihre Nahrung besteht aus Nektar, Blüten, Früchten, Insekten und anderen wirbellosen Tieren.
Über die Fortpflanzung ist wenig bekannt, Weibchen mit einem Jungtier im Beutel wurden im Jänner sowie zwischen Juli und Oktober gefunden. Tiere in menschlicher Obhut wurden 20 Monate alt.
Der Federschwanzbeutler wird nicht als bedroht eingestuft.
Federschwanzbeutler werden in Europa nicht mehr gehalten. Die einzigen Halter der europäischen Zoogeschichte sind Amsterdam und London.